# Zelounies estrambordi
Zelounies estrambordi är en nässeldjursart som beskrevs av Gravier-Bonnet 1992. Zelounies estrambordi ingår i släktet Zelounies och familjen Campanulariidae. Inga underarter finns listade i Catalogue of Life.